# Euklides sats
Euklides sats är en sats i talteorin i vilken visas att antalet primtal är oändligt. Den har fått sitt namn av den grekiske matematikern Euklides, som levde på 300-talet f.Kr.

## Bevis
Efter att ha definierat ett primtal övergår Euklides till att betrakta en uppgiven ändlig mångfald av primtal p1, p2, ..., pn och bildar med dessa, talet P = p1·p2·.......·pn + 1. Enligt aritmetikens fundamentalsats kan P skrivas som en produkt av primtal, d.v.s. P = q1·q2·.....·qm. Om nu P skulle vara ett primtal så finns det alltså fler än n primtal. Om P inte skulle vara ett primtal, så har det en delare, som måste vara ett primtal. Detta kan inte vara något av de ursprungligen givna primtalen eftersom division av P med något av dessa ger resten 1. Härav följer att det utöver de givna primtalen finns ytterligare m stycken sådana.
Det Euklides explicit bevisade med denna sats är, att varje ändlig uppsättning av primtal kan utvidgas till en större sådan.
Det är en vanlig missuppfattning, att Euklides bevisade satsen med ett reductio ad absurdum-resonemang, där han antog att den ursprungliga uppsättningen omfattade alla primtal.